# Interflug-Flug 1107
Interflug-Flug 1107 war eine Charterverbindung der DDR-Fluggesellschaft Interflug von Stuttgart nach Leipzig zur Leipziger Messe, auf der am 1. September 1975, kurz vor 08:00 Uhr, eine Tupolew Tu-134 beim Landeanflug auf den Flughafen Leipzig-Schkeuditz verunfallte. Beim Unfall kamen 27 der 34 Insassen, hauptsächlich süddeutsche Geschäftsleute auf dem Weg zur Leipziger Messe, ums Leben.

## Vorgeschichte
Die Tu-134 der Interflug mit dem Kennzeichen DM-SCD war am späten Abend des 31. August 1975 in Stuttgart gelandet, worauf die Besatzung in der Nähe übernachtete. Die Mindestruhezeit war knapp eingehalten worden.
Am Flughafen Leipzig-Schkeuditz war während der Leipziger Messe eine sonst in Dresden stationierte mobile Radarstation im Einsatz.

## Verlauf
Am Morgen des 1. September herrschte in Leipzig dichter Nebel. Die Piloten führten einen sogenannten Präzisionsanflug aus, wobei ein Fluglotse den Anflug per Radar überwachte. Dabei war es die Aufgabe des Fluglotsen, der Besatzung eventuell notwendige Korrekturen zu Anflugkurs und Flughöhe zu übermitteln.
Als die Besatzung die Entscheidungshöhe von 60 Metern durchflog, konnte sie weder einen Sichtkontakt zur Anflugbefeuerung noch zur Landebahn herstellen. In einem derartigen Fall wäre an diesem Punkt zwingend ein Durchstarten erforderlich gewesen. Dennoch setzte der Kapitän, der wegen der schlechten Wetterbedingungen das Flugzeug selbst steuerte, den Anflug fort und unterschritt dabei die Sicherheitsflughöhe. Weder der Copilot, der Navigator noch der Fluglotse griffen ein. Ungefähr 1000 Meter vor der Landebahn kollidierte das Flugzeug in einer Flughöhe von etwa zwei bis drei Metern mit dem Sendemast eines Funkfeuers. Dabei wurde das linke Triebwerk abgerissen und die linke Tragfläche beschädigt. Durch den einseitigen Auftriebsverlust rollte die Tu-134 um die Längsachse nach links und schlug in Rückenfluglage auf. Durch die Wucht des Aufpralls wurde das Flugzeug hochgeschleudert, überschlug sich nochmals und berührte nach etwa 200 bis 250 Metern wieder den Boden. Nach einem weiteren Überschlag, bei dem die Tu-134 in drei Teile zerbrach, kamen die Wrackteile in 400 Metern Entfernung vom ersten Berührungspunkt zum Liegen. Anschließend entzündete sich ausfließendes Kerosin.
Als Erster war Paul Leskowitz, der als Kraftfahrer einer LPG in der Nähe Feldarbeiten verrichtete, am Unfallort und konnte drei Personen aus dem Wrack ziehen.
Um 08:07 Uhr alarmierte der Tower die Feuerwehr. Die schweren Tanklöschfahrzeuge mussten sich jedoch durch matschiges Gelände und Meliorationsgräben, welche die Rettungswege teilweise versperrten, kämpfen und fanden die brennenden Trümmer statt der vorgeschriebenen fünf Minuten erst elf Minuten nach dem Absturz.
Alle drei Flugbegleiterinnen sowie 24 der 28 Passagiere wurden bei dem Absturz getötet (gemäß einer Quelle wurden 23 Passagiere sofort getötet, während einer später im Krankenhaus verstarb). Vier Passagiere sowie die dreiköpfige Cockpitbesatzung überlebten. Beide Piloten und der Navigator überlebten, da das Cockpit beim Aufschlag abgerissen wurde und nicht in Brand geriet.
Aufgrund der zahlreichen, bereits in Leipzig anwesenden westdeutschen Aussteller, Besucher und Presseleute zwang der Unfall beide deutsche Staaten zu einer schnellen und unbürokratischen Zusammenarbeit. Das Stuttgarter Landeskriminalamt stellte innerhalb eines Tages Unterlagen zur Identifizierung der Toten zur Verfügung, Angehörige der Opfer konnten ohne große Formalitäten in die DDR einreisen und (allerdings unter staatlicher Aufsicht) mit den Erstrettern (einigen Bauern, die zufällig in der Nähe arbeiteten) sprechen.
Dennoch wurden die Wrackteile des Flugzeugs relativ rasch vom Unfallort entfernt, was vermutlich durch die DDR-Führung veranlasst wurde. Möglicherweise wurde der Abtransport befohlen, um weitere Nachforschungen über zusätzliche technische Ursachen des Unfalls zu verhindern. Wahrscheinlicher ist jedoch, dass das Wrack schnell geborgen werden musste, damit eventuell zuvor beschädigten Teile, die zur Feststellung der Unfallursache routinemäßig untersucht werden müssen, nicht durch zu lange Lagerung an der Absturzstelle witterungsbedingte Schäden erleiden. Es wurde seitens der Medien auch vermutet, dass die Staatsführung kein Interesse an kritischen Nachfragen über die technische Ausrüstung des Flughafens Schkeuditz hatte.

## Unfallursache
Nach heutiger Auffassung waren die Ursachen des Flugzeugabsturzes eine Verkettung menschlichen Versagens, schlechten Wetters und unzureichender technischer Ausstattung des Flughafens.
Flughafen-Mitarbeiter gaben bei der Befragung der Unfallkommission an, dass die Flugsicherheit des Flughafens nicht gegeben beziehungsweise unzureichend sei. Besonders bei geringer Sichtweite waren sichere Landeanflüge nicht mehr möglich. Radargeräte und Flugplatzbefeuerung seien zudem nicht auf dem technischen Höchststand gewesen. Dazu steht allerdings in Widerspruch, dass 10 Minuten vor dem Absturz bei gleichen Wetterbedingungen ein anderer Messeflug, eine aus Düsseldorf kommende Tu-134 der Interflug, sicher in Leipzig gelandet war.
Von Mängeln in der technischen Ausrüstung des Flughafens ist im Abschlussbericht der Unfallkommission allerdings nichts zu lesen. Stattdessen soll allein menschliches Versagen den Unfall herbeigeführt haben. Der Pilot habe die Mindestflughöhe bei eingeschränkter Sicht unterschritten. Zudem hätte der Kapitän den Landeanflug abbrechen und durchstarten müssen, und der Erste Offizier und der Navigator hätten ihn dazu auffordern müssen.

## Folgen
Der Flughafen Schkeuditz wurde 1978 mit einem modernen Instrumentenlandesystem und einem permanenten Radarleitsystem aufgerüstet.
Der Flugkapitän wurde zu fünf Jahren Haft verurteilt, der Erste Offizier, der Navigator und der Fluglotse zu je drei Jahren. Die Strafen wurden später zur Bewährung ausgesetzt.
Das Flugregime der Interflug wurde geändert. Bei Messeflügen, die spätabends in der BRD landeten, übernachteten die Besatzungen nun zweimal und hatten so vor dem Rückflug einen Ruhetag.

## Film
- Auf Leben und Tod – Messejet 1107, MDR 1999 (Folge 6 der Reihe Vergessene Katastrophen)
- Die schwersten Unglücke der DDR (2) – Gefährliche Technik vom großen Bruder, ZDFinfo, 2016[3]